# 407號公路站
407號公路站（英語：Highway 407 Station）是一座多倫多地鐵央街－大學－士巴丹拿線車站，坐落加拿大安大略省約克區旺市407號公路和珍街（Jane Street）交匯處的西南角，於2017年12月17日聯同士巴丹拿地鐵延線項目其他車站一起開幕。此站啓用後成為多倫多市管轄範圍以外，以及約克區和旺市範圍以内兩個多倫多地鐵車站之一；另外一個則是旺市都會中心站。
此站外圍設有約克區公車局和GO運輸公司的巴士站。另外，安大略省政府正草擬沿407號公路的走線興建一條快速公交專用車道供GO巴士行駛，當中計劃於珍街設站以便與407號公路地鐵站交匯，並於407號公路地鐵站以西設置快速公交系統的車廠。省政府初步建議在2016年至2033年間落實此項目，但尚未制定更具體的時間表。

## 接駁交通
下列巴士線駛經407號公路站：
約克區公車局
- 20號珍街巴士線（Jane）
- 輔助客運系統（Mobility Plus）

GO巴士
- 25號F滑鐵盧/密西沙加巴士線（Waterloo/Mississauga）
- 40號咸美頓/列治文山巴士線（Hamilton/Richmond Hill）
- 46號407號公路西段巴士線（407 West）
- 47號及47號F407號公路西段巴士線（407 West）
- 48號、48號B及48號F407號公路西段巴士線（407 West）

## 外部連結
- （英文）TTC Highway 407 Station（页面存档备份，存于）－多倫多公車局網站 407號公路站頁面